# Dimmu Borgir
Pour l’article homonyme, voir Dimmuborgir.
Dimmu Borgir est un groupe de black metal symphonique norvégien, originaire d'Oslo. Formé en 1993, le groupe tire son nom d'une formation volcanique observée en Islande, à Dimmuborgir. Le groupe a subi de nombreux changements au niveau de ses membres, le guitariste Silenoz et le chanteur Shagrath restant les deux seuls membres fondateurs à l'heure actuelle.

## Biographie

### For All TidetStormblåst

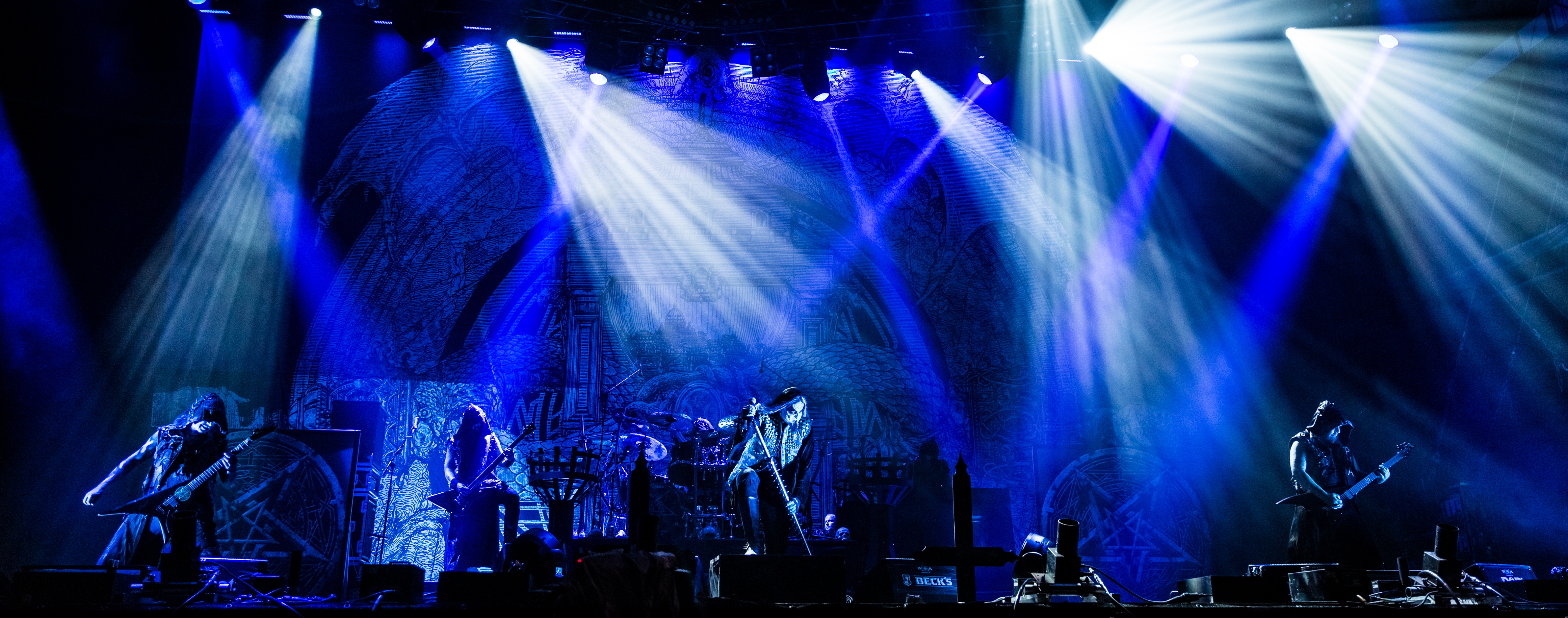
Dimmu Borgir sur la scène du Wacken Open Air de 2018.

Le groupe est formé en 1993 par Shagrath, Silenoz et Tjodalv, rapidement rejoint par Brynjard Tristan et Stian Aarstad. La carrière de Dimmu Borgir commence avec l'EP Inn I Evighetens Morke en 1994 suivi de près par le premier album For All Tid (avec des apparitions de ldrahn de Dødheimsgard et Vicotnik de Ved Buens Ende). Shagrath s'occupait alors de la batterie et du chant, Silenoz et Tjodalv des guitares, Bjorn Tristan de la basse et Stian Aarstad du clavier. Sur For All Tid, le son des guitares et des vocaux est très cru, à l'image du black metal norvégien de l'époque. Toutefois, le groupe utilise beaucoup de claviers (parmi les premiers avec Emperor) pour ajouter une atmosphère mélancolique à la musique. Le tempo est plutôt lent, ce qui fait dire à certains que l'album appartient au black metal ambiant. Toutes les paroles sont chantées en norvégien,.
Le deuxième album du groupe, Stormblåst, est publié en 1996 au label Cacophonous Records, et connaît rapidement un vif succès dans l'underground. Malgré la présence d'un clavier atmosphérique, les riffs et mélodies sont plus complexes, plus recherchés et plus rapides. L'album sert encore actuellement de référence dans le genre.

### Enthrone Darkness Triumphant
Après la sortie de Stormblåst, Dimmu Borgir décide de remplacer le norvégien par l'anglais pour l'écriture des textes des chansons, « pour mieux faire passer le message dans le monde » selon les propos de Shagrath. Pour le mini-album (EP) suivant, Devil's Path, le groupe débauche Nagash de The Kovenant (Covenant).
Stian Aarstad n'assure pas les claviers sur cet album car il est accusé, à raison, de plagiat d'un jeu vidéo en reprenant, sans avertir le groupe, un thème audio d'un jeu vidéo, sur le titre Sorgens Kammer (il s'agit de la composition de Tim Wright sur le jeu Agony, édité par Psygnosis en 1992 sur Amiga). La raison officielle de son départ est « pour cause de service militaire ».
En 1997, Enthrone Darkness Triumphant déclenche une réelle reconnaissance du groupe mais aussi une polémique. Pour les fans purs et durs de black metal, Dimmu Borgir est en train de délaisser le genre « true black metal » : les guitares sont plus claires, de même que la batterie (utilisation de triggers) et la voix. Le clavier utilise beaucoup plus de sons que lors des précédents albums en norvégien. Le succès de l'album dépasse les frontières de la Norvège, peut-être grâce à l'utilisation de l'anglais, mais surtout grâce à un son largement mieux produit. Après Enthrone Darkness Triumphant, Astennu rejoint le groupe pour assurer la guitare lors des concerts. Stian Aarstad est renvoyé par le groupe et remplacé par un autre claviériste, Mustis.

### Godless Savage Garden
En 1998 sort Godless Savage Garden, un mini-album avec deux nouvelles chansons, deux réenregistrements, une reprise du Metal Heart de Accept et trois titres live. L'album suivant, Spiritual Black Dimensions, est publié en 1999. Nagash quitte le groupe pour se consacrer à The Kovenant et est remplacé par ICS Vortex. Ce dernier n'est autre que l'ex-chanteur/bassiste de Borknagar. Il apporte au groupe des parties vocales claires, qui offrent un brin d'harmonie dans un des albums les plus sombres du groupe. On sent de plus en plus dans les compositions de Silenoz et Shagrath une influence thrash et heavy metal, soutenue par Astennu, qui apporte à Spiritual Black Dimensions des passages en sweeping très mélodieux et efficaces. Tjodalv quitte le groupe pour raison musicales et personnelles et est remplacé par Nicholas Barker qui officiait alors pour Cradle of Filth. Astennu quitte aussi le groupe. Il est remplacé par le talentueux compositeur Galder de Old Man's Child qui, à défaut de prolonger la technicité d'Astennu, donnera au groupe un style bien plus percutant et agressif.
Pour l'album suivant, Puritanical Euphoric Misanthropia, le groupe utilise les services de l'orchestre symphonique de Göteborg. Avec cet album, Dimmu Borgir trouve enfin un son à part qui se démarque de ses sombres origines norvégiennes. Les guitares sonnent parfaitement claires, de même que la batterie de Barker. De plus, Shagrath commence à mettre des effets sonores sur sa voix (compression du son), ce qui donne parfois un son électronique au vocal. Cet album leur vaut de gagner le Grammy Award norvégien en 2001. Avec ce nouvel aspect plus commercial, le groupe perd définitivement de nombreux fans puristes de black metal, mais s'ouvre à un plus large public, notamment en Amérique du Nord. Dès lors, la chanson Puritania est considérée par beaucoup de fans comme le titre emblématique du groupe.

### Death Cult Armageddon

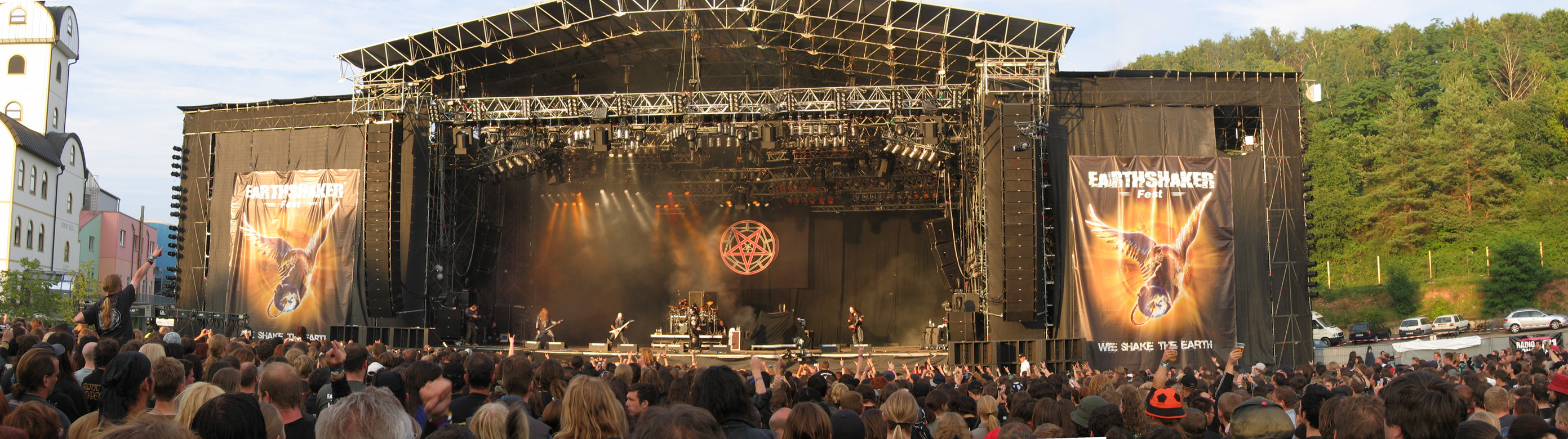
Dimmu Borgir sur la scène du Earthshaker Fest de 2005.

L'album suivant du groupe, Death Cult Armageddon, est publié en 2003. Il s'agit d'un album très symphonique qui marque un pas de plus dans l'évolution du groupe. La très symphonique pièce Progenies of the Great Apocalypse, composée par Mustis, obtient un vif succès. Sur Death Cult Armageddon, et pour la première fois depuis 1996, Dimmu Borgir réécrit deux chansons en norvégien, Vredesbyrd et Allehelgens Dod I Helveds Rike. L'album est également le premier album de black metal à être vendu à plus de 100 000 exemplaires aux États-Unis, une percée majeure dans le genre.

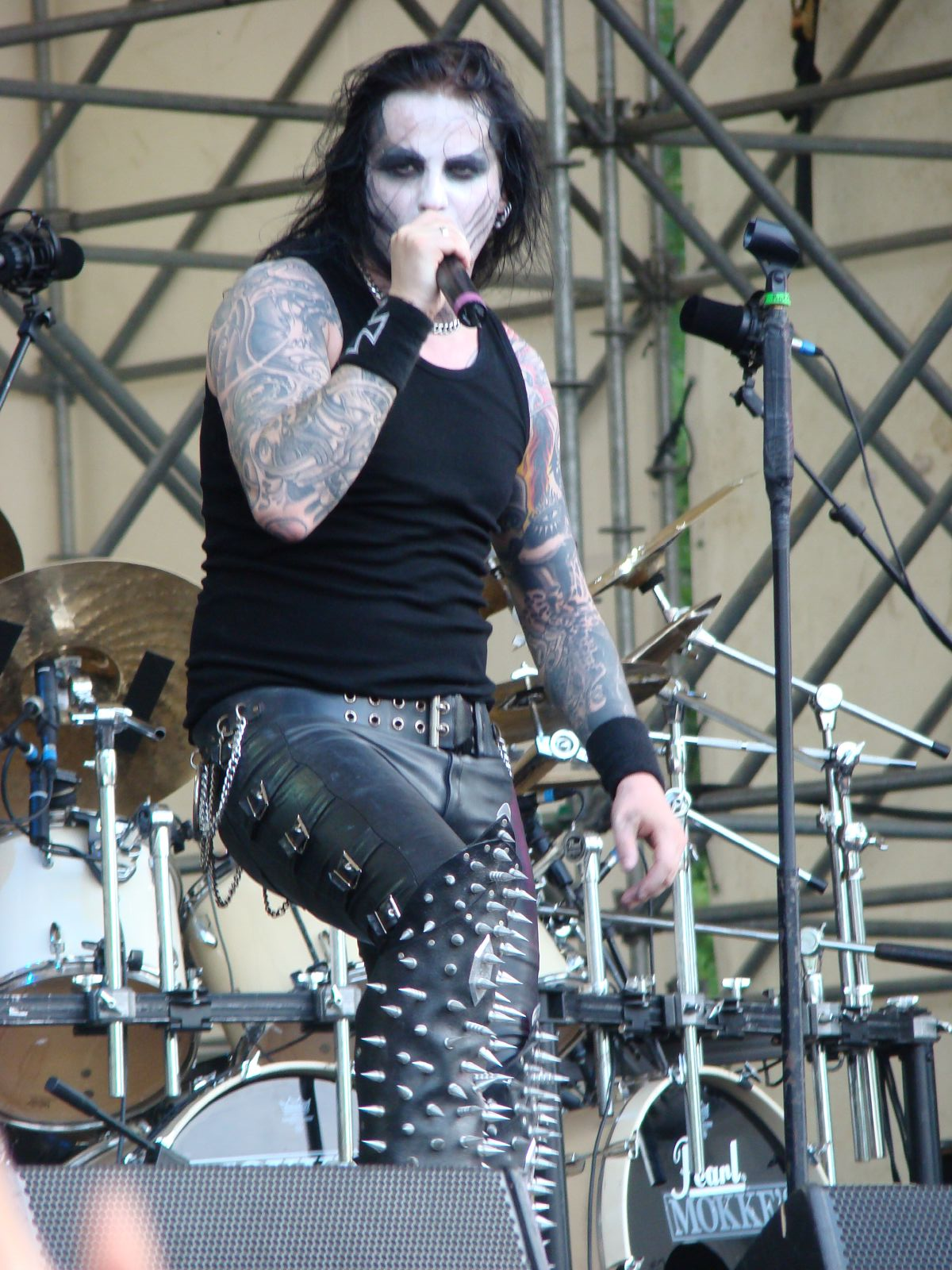
Shagrath aux Gods of Metal 2007.

Pour faire patienter les fans du groupe, en 2005, Shagrath et Silenoz décident de faire un réenregistrement de Stormblåst, Stormblåst MMV. L'album contient donc des réadaptations modernes de la légende de 1996, mais aussi deux chansons bonus et un DVD reprenant un show à l'Ozzfest en 2004. Le line up est bien fourni : Shagrath et ICS Vortex aux chants et à la basse, Silenoz et Galder aux guitares, Mustis aux claviers et Hellhammer (Mayhem, Arcturus) aux percussions.
In Sorte Diaboli est publié le 24 avril 2007 en Amérique du Nord, et le 27 avril 2007 en Europe. Une certaine rupture voit le jour puisque Silenoz annonce, et cela est confirmé à l'écoute de l'opus, qu'aucun orchestre symphonique n'est utilisé. D'un autre côté, Mustis a, par ses arrangements, rendu l'album plus épique que ce qui était prévu. Cet album est ainsi comme un retour aux sources, et sonne comme un virage pour le groupe. Le dialogue sur/avec le mal est toujours omniprésent, mais avec un ton beaucoup plus prononcé sur les vices du catholicisme (« antichristus spiritualis » répété à maintes reprises), de l'inquisition (« they say I'm the cancer in the heart of the inquisition » par exemple). Cette histoire du héros appartenant au clergé, remettant sa foi en cause, et la véracité des ouvrages saints, est composée en grande partie par Silenoz, qui déclare qu'il voulait faire une sorte de récit autobiographique via cet album. Au niveau musical, le son est pour beaucoup nettement moins propre que Death Cult Armageddon, ou encore que la réédition de Stormblåst ; HellHammer donne un rythme non moins complexe que son prédécesseur mais très rapide aux percussions. Pour le quintet restant, les bases sont posées depuis Puritanical Euphoric Misanthropia, les envolées lyriques de ICS Vortex sont toujours présentes, les passages mélodiques au clavier également.
Silenoz annonce fin 2008, que le groupe avait commencé à travailler sur son huitième album en studio et qu'il sortirait fin 2010. 
En 2009, ICS Vortex et Mustis annoncent indépendamment leur départ de Dimmu Borgir. Mustis explique être parti en raison de divergences musicales, qui entraîneront possiblement, selon lui, des poursuites judiciaires.
Dimmu Borgir confirme peu après le départ des deux membres, annonçant les raisons pour lesquelles ils sont partis.

### Abrahadabra
L'album Abrahadabra est publié le 27 septembre 2010 en Europe, et le 12 octobre 2010 en Amérique du Nord. Le bassiste remplaçant ICS Vortex est Snowy Shaw, ex-membre de Therion qui assure la basse, chante sur deux titres, et qui participera à la tournée de l'album. Cependant celui-ci décide, à l'issue de l'enregistrement, de quitter Dimmu Borgir pour retourner chez Therion. Une nouvelle fois, cet album marque un tournant dans la carrière du groupe. Beaucoup moins violent (même s'il reste dans le domaine du metal extrême) que par le passé, et plus orienté sur les orchestrations et les chœurs, ce qui donne une ambiance particulièrement épique aux compositions. Le chant de Shagrath est également plus posé, moins agressif et propice aux expérimentations. Le groupe définit cet album comme une renaissance, le titre éponyme marque cette volonté de sceller cette période comme un moment historique dans l'histoire du groupe.
Le 17 septembre 2010, Dimmu Borgir publie la chanson Born Treacherous issue de l'album Abrahadabra sur leur page officielle Myspace. Puis le 24 septembre, le groupe annonce la diffusion de l'album Abrahadabra dans son intégralité à partir de 19 h locale. Le 28 mai 2011, Dimmu Borgir joue, pour la toute première fois de son existence, un orchestre symphonique  avec la Norwegian Broadcasting Orchestra et le Schola Cantorum Choir au Oslo Spectrum intitulé Forces of the Northern Night.

### Pause et dixième album
Le groupe annonce en août 2013, l'écriture de nouvelles chansons pour un album prévu en 2014. Cependant, l'album est reporté pour 2015. Les reports de dates sembleraient être liés aux projets parallèles des membres et à leurs situations personnelles. Finalement, l'album est annoncé pour 2016, sans de plus amples détails. C'est fin 2017 que le groupe annonce que leur prochain album studio "Eonian" sortira finalement en mai 2018. Le premier single issu de cet album "Interdimensional Summit" est sorti le 23 février 2018.

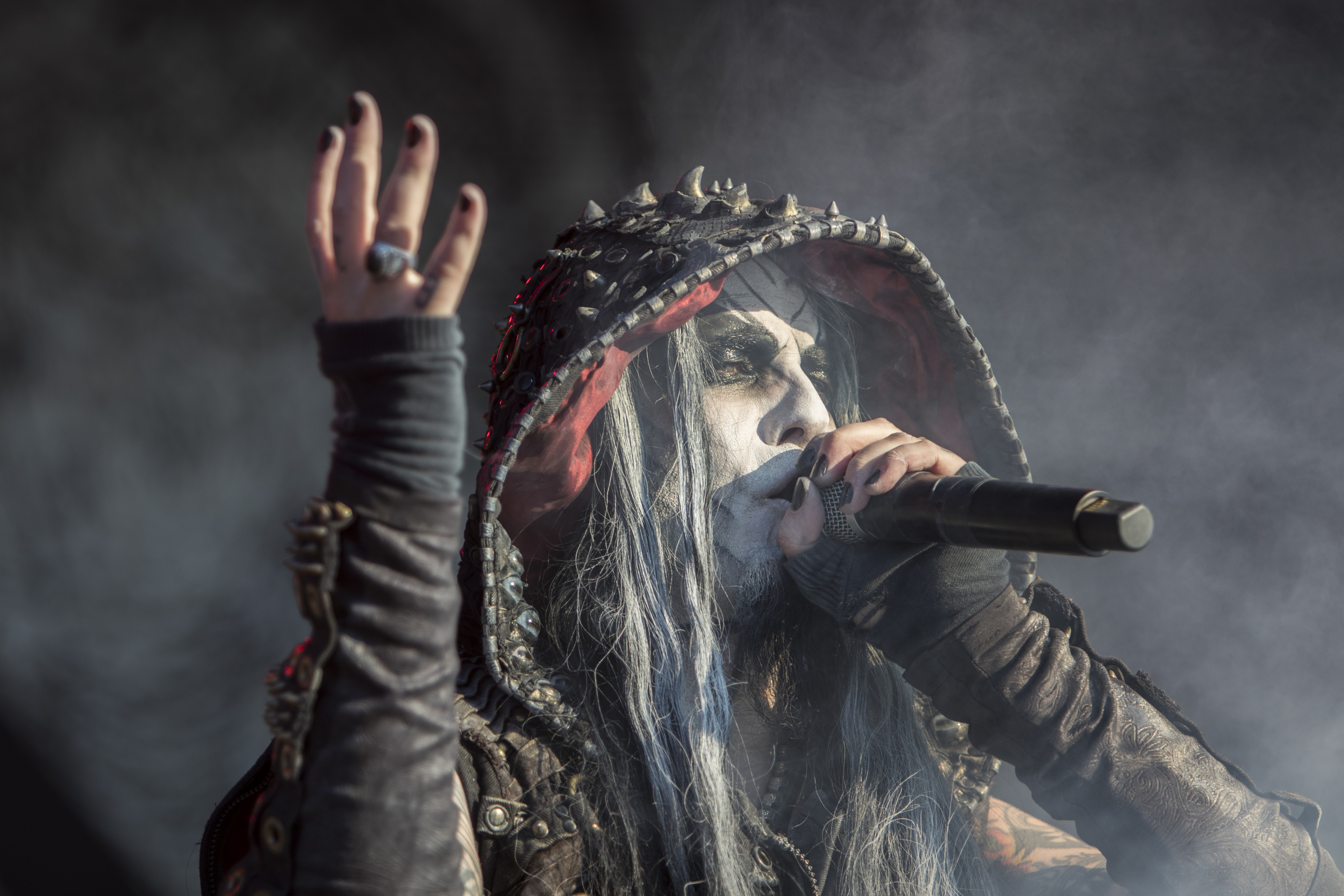
Shagrath au Tuska Open Air Metal Festival en 2019

## Influences et style musical
Les premières chansons de Dimmu Borgir (entre 1994 et 1999) sont, selon Bradley Torreano de AllMusic, fortement inspirées par Darkthrone, Burzum, Mayhem, Bathory, Emperor, Celtic Frost, Immortal, Venom et Iron Maiden. Le groupe devient plus progressif et symphonique au fil des années ; des puristes de black metal considèrent le deuxième album du groupe, Stormblåst, comme « la véritable dernière contribution au black metal ». Enthrone Darkness Triumphant, le troisième album de Dimmu Borgir, « se distingue grâce à deux points importants, le premier étant les voix en anglais, et le deuxième étant la présence significative de synthétiseurs. » L'expérimentation musicale du groupe démarre aux alentours de 2000, à la période de Spiritual Black Dimensions et de Puritanical Euphoric Misanthropia, année durant laquelle le groupe s'inspire d'Antonín Dvořák, Enya, Richard Wagner et Frédéric Chopin.

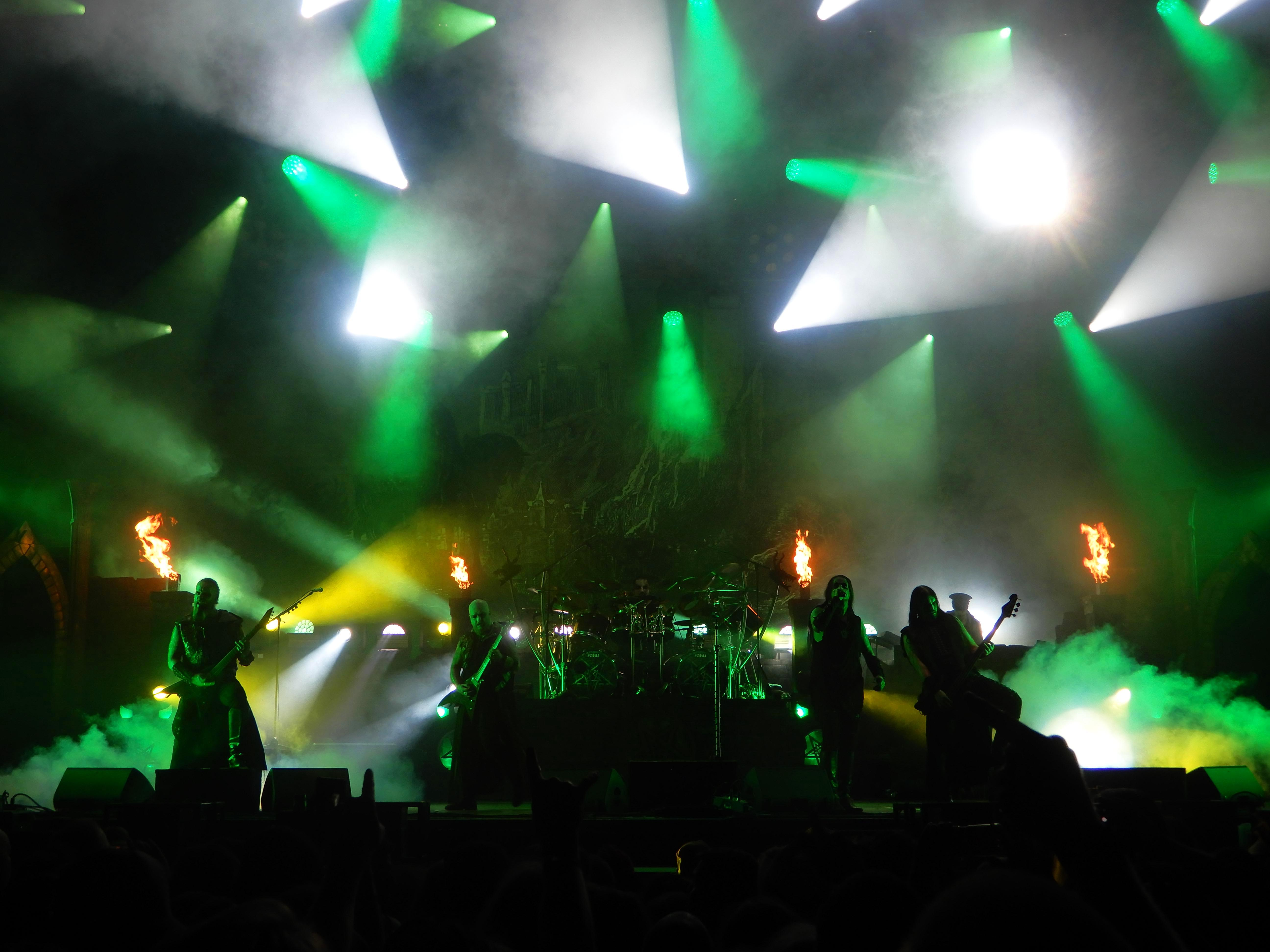
Dimmu Borgir au Motocultor 2025.

## Membres

### Membres actuels
- Shagrath (Stian Thoresen) – chant (depuis 1993)
- Silenoz (Sven Atle Kopperud) – guitare électrique (depuis 1993)
- Cyrus (Terje Andersen) – basse (depuis 2010)
- Gerlioz (Geir Bratland) – clavier (depuis 2010)
- Daray (Dariusz Brzozowski) – batterie (depuis 2008)

### Anciens membres
- ICS Vortex (Simen Hestnaes) – basse et chant (1999-2009)
- Mustis (Oyvind Johan Mustaparta) – clavier (1998-2009)
- Hellhammer (Jan Axel Blomberg) – batterie (2005-2008)
- Nicholas Barker – batterie (1999-2004)
- Tjodalv (Kenneth Akesson) – guitare (1993-1996), batterie (1996-1999)
- Astennu (Jamie Stinson) – guitare (1997-1999)
- Brynjard Tristan – basse (1994-1996)
- Nagash - basse (1996-1999)
- Ariosh Eriaku – basse (1999-2001)
- Stian Aarstad – clavier (1993-1997)
- Reno Kiilerich – batterie (2004-2005)
- Galder - Guitare – guitare (2001-2024)

## Discographie

### Albums studio
- 1994 : For All Tid
- 1996 : Stormblåst
- 1997 : Enthrone Darkness Triumphant
- 1999 : Spiritual Black Dimensions
- 2001 : Puritanical Euphoric Misanthropia
- 2003 : Death Cult Armageddon
- 2007 : In Sorte Diaboli
- 2010 : Abrahadabra
- 2018 : Eonian[20]

### EPs et démos
- 1994 : Inn I Evighetens Morke
- 1996 : Devil's Path
- 1998 : Godless Savage Garden

### Albums live
- 2001 : Alive In Torment
- 2002 : World Misanthropy CD

### Singles
- 2004 : Vredesbyrd
- 2007 : The Serpentine Offering
- 2007 : The Sacrilegious Scorn
- 2010 : Gateways
- 2018 : Interdimensional Summit
- 2018 : Council Of Wolves And Snakes

### Rééditions
- 1997 : For All Tid (réédition + 2 bonus en 1997)
- 2002 : Enthrone Darkness Triumphant (édition de luxe en 2002)
- 2004 : Spiritual Black Dimensions (réédition en 2004)
- 2004 : Death Cult Armageddon (réédition en novembre 2004)
- 2005 : Stormblåst MMV (réenregistrement complet de Stormblåst (1996) avec apparition du titre Avmaktslave et d'un DVD Speciale Ozzfest en 2005.)

## Vidéographie

### Clips
- 2003 : Progenies Of The Great Apocalypse, tiré de Death Cult Armageddon, dirigé par Patric Ullaeus
- 2004 : Vredesbyrd, tiré de Death Cult Armageddon, dirigé par Patric Ullaeus
- 2006 : Sorgens Kammer Del II, tiré de Stormblåst MMV, dirigé par Patric Ullaeus
- 2007 : The Serpentine Offering, tiré d'In Sorte Diaboli, dirigé par Patric Ullaeus
- 2018 :  Interdimensional Summit et Council Of The Wolves And Snakes, tiré d'Eonian, dirigé par Patric Ullaeus

### DVD
- 2002 : World Misanthropy (DVD & VHS)
- 2007 : In Sorte Diaboli limited edition bonus DVD, réalisé par Patric Ullaeus
- 2008 : The Invaluable Darkness (CD + DVD Live)
- 2017 : Forces of the Northern Night (DVD)